# Tra Blake

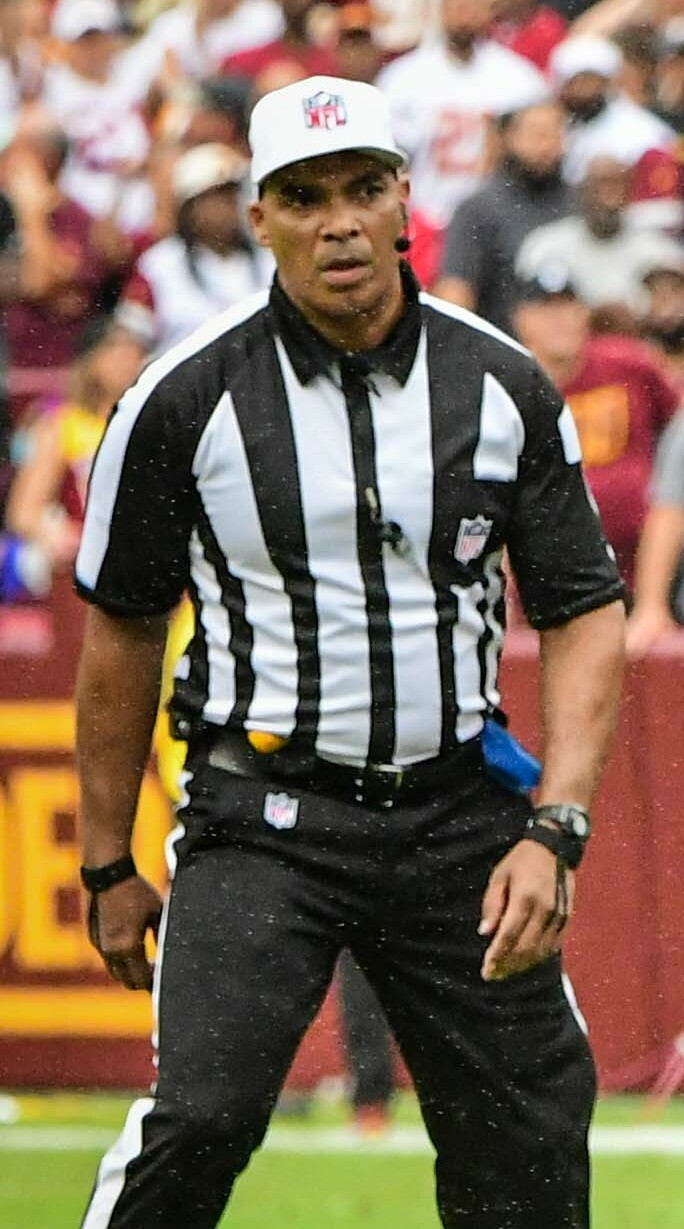
Tra Blake

Jerome „Tra“ Blake (* im 20. Jahrhundert) ist ein US-amerikanischer Schiedsrichter im American Football, der seit dem Jahr 2020 in der NFL tätig ist. Er trägt die Uniform mit der Nummer 33.

## Karriere

### College Football
Vor dem Einstieg in die NFL arbeitete er als Schiedsrichter im College Football in der Atlantic Coast Conference, wo er u. a. den Liberty Bowl 2019 leitete.

### Professionelle Footballligen
Im Anschluss war er im Jahr 2019 in der Alliance of American Football und im Jahr 2020 in der XFL tätig.

### National Football League
Blake begann im Jahr 2020 seine NFL-Laufbahn als Field Judge in wechselnden Schiedsrichtercrews. In seinem ersten Spiel, die Arizona Cardinals gegen das Washington Football Team am 20. September 2020, kam er allerdings auf der Position des Side Judges zum Einsatz. Zur Saison 2021 wechselte er auf die Position des Umpires und wurde festes Mitglied des Schiedsrichtergespanns von Carl Cheffers. Nachdem Schiedsrichter Tony Corrente seinen Rücktritt bekannt gegeben hatten, wurde er zur Saison 2022 zum Hauptschiedsrichter ernannt.

## Privates
Neben seiner Tätigkeit als Schiedsrichter ist Black Qualitätssicherungsmanager für ein pharmazeutisches Softwareunternehmen.